# Байстрюки (фільм)
«Байстрюки» (англ. Father Figures; попередня назва Bastards; у Великій Британії Who's Your Daddy?) — кінокомедія виробництва США, режисера Лоуренса Шера 2017 року. Стрічка розповідає про двох братів, що вирушили на пошуки свого справжнього батька. У головних ролях Оуен Вілсон, Ед Гелмс, Джонатан Сіммонс.
Прем'єра фільму відбулась в Україні, Хорватії, Угорщині та Сінгапурі 21 грудня 2017 року, у США — 22 грудня 2017, а у Великій Британії — 16 лютого 2018 року.

## У ролях
| Актор            | Персонаж        | Роль                                                         |
| ---------------- | --------------- | ------------------------------------------------------------ |
| Оуен Вілсон      | Кайл Рейнольдс  | брат Пітера                                                  |
| Ед Гелмс         | Пітер Рейнольдс | брат Кайла                                                   |
| Джонатан Сіммонс | Рональд Гант    | можливий батько Кайла і Пітера                               |
| Террі Бредшоу    | Террі Бредшоу   | можливий батько Кайла і Пітера                               |
| Гленн Клоуз      | Гелен Бекстер   | мати Кайла і Пітера                                          |
| Крістофер Вокен  | Волтер Тінклер  | можливий батько Кайла і Пітера                               |
| Вінг Реймс       | Род Гамільтон   | друг Террі Бредшоу                                           |
| Кетт Вільямс     |                 | автостопник, якого Кайл і Пітер зустрічають у своїй подорожі |

## Створення

### Знімальна група
- Кінорежисер — Лоуренс Шер
- Сценарист — Джастін Мален
- Кінопродюсери — Алі Белл, Бродерік Джонсон, Ендрю А. Косов, Том Поллок і Айвен Рейтман
- Виконавчі продюсери — Тімоті М. Борн, Кріс Коулс і Кріс Фентон
- Композитор — Роб Саймонсен
- Кінооператор — Джон Ліндлі
- Кіномонтаж — Дана E. Глауберман
- Підбір акторів — Крістофер Грей і Джон Пепсідера
- Художник-постановник — Стівен Г. Картер
- Артдиректор — Джеремі Вулсі[12].

### Виробництво
Знімання фільму розпочали 5 жовтня і завершилися 5 грудня 2015 року.

## Сприйняття

### Оцінки і критика
Від кінокритиків фільм отримав негативні відгуки: Rotten Tomatoes дав оцінку 22 % на основі 27 відгуків від критиків (середня оцінка 3,6/10). Загалом на сайті фільм має погані оцінки, фільму зарахований «гнилий помідор» від фахівців, Metacritic — 23/100 на основі 16 відгуків критиків. Загалом на цьому ресурсі від фахівців фільм отримав погані відгуки.
Від пересічних глядачів фільм теж отримав погані відгуки: на Rotten Tomatoes 48 % із середньою оцінкою 3,1/5 (3 674 голоси), фільму зарахований «розсипаний попкорн», Internet Movie Database — 5,0/10 (642 голоси).

### Касові збори
Під час показу в США, що розпочався 22 грудня 2017 року, протягом першого тижня фільм показали у 2 902 кінотеатрах і він зібрав 3 280 000 $, що на той час дозволило йому зайняти 9 місце серед усіх прем'єр. Станом на 27 грудня 2017 року показ фільму триває 6 днів (0,9 тижня), зібравши в прокаті США 7 990 000 доларів США (за іншими даними 3 200 000 $) при бюджеті 25 млн доларів США.